# Färöische Fußballmeisterschaft 1976
Die Färöische Fußballmeisterschaft 1976 wurde in der 1. Deild genannten ersten färöischen Liga ausgetragen und war insgesamt die 34. Saison. Sie startete am 25. April 1976 und endete am 26. September 1976.
Aufsteiger NSÍ Runavík war der zwölfte Teilnehmer der höchsten Spielklasse nach Einführung des Ligaspielbetriebs 1947. Meister wurde TB Tvøroyri, die den Titel somit zum vierten Mal erringen konnten. Titelverteidiger HB Tórshavn landete auf dem zweiten Platz. Absteigen musste hingegen NSÍ Runavík nach einem Jahr Erstklassigkeit. NSÍ blieb über die gesamte Spielzeit ohne Punktgewinn, was bisher nach Einführung der 1. Deild einmalig war. Ohne Punkt blieben zuvor in der Meistaradeildin nur TB Tvøroyri 1963, VB Vágur 1949, B36 Tórshavn II 1948 sowie MB Miðvágur 1947.
Im Vergleich zur Vorsaison verbesserte sich die Torquote auf 4,19 pro Spiel, was nach 1998 den zweithöchsten Schnitt nach Einführung der 1. Deild bedeutet. Dies zwar zudem die beste Quote seit der Saison der Meistaradeildin 1972. Den höchsten Sieg erzielte KÍ Klaksvík mit einem 10:1 im Heimspiel gegen NSÍ Runavík am vierten Spieltag, was gemeinsam mit dem 6:5 zwischen TB Tvøroyri und KÍ Klaksvík am dritten Spieltag das torreichste Spiel darstellte.

## Modus
Durch die Einführung der 1. Deild als neue Liga mit sieben Mannschaften spielte jedes Team nun an zwölf Spieltagen jeweils zwei Mal gegen jedes andere. Die punktbeste Mannschaft zu Saisonende stand als Meister dieser Liga fest, die letzte Mannschaft stieg in die 2. Deild ab.

## Saisonverlauf

### Meisterschaftsentscheidung
HB Tórshavn stand nach vier Siegen aus den ersten vier Spielen ab dem zweiten Spieltag permanent auf Platz eins. Daran änderte auch die 1:3-Auswärtsniederlage am sechsten Spieltag gegen KÍ Klaksvík nichts. Nach zwei weiteren Siegen traf HB am neunten Spieltag auf den direkten Verfolger TB Tvøroyri, die nur einen Punkt dahinter lagen und im Hinspiel mit 4:3 bezwungen werden konnten. Nachdem TB das Heimspiel mit 4:2 gewonnen hatte, gab es einen Wechsel an der Tabellenspitze. Den Abstand konnte TB Tvøroyri bis zum Schluss halten. Am 13. und somit vorletzten Spieltag fiel die Entscheidung um die Meisterschaft. HB gewann zwar das Auswärtsspiel gegen NSÍ Runavík mit 5:0, da jedoch auch TB sein Heimspiel mit 5:1 gegen ÍF Fuglafjørður gewinnen konnte, stand die Mannschaft aus Tvøroyri als Meister fest.

### Abstiegskampf
NSÍ Runavík war chancenlos und belegte durchgängig den letzten Platz. Alle Spiele gingen trotz zweier knapper Resultate durchweg verloren. Der Abstieg stand nach der 1:3-Niederlage im Auswärtsspiel gegen den direkten Konkurrenten ÍF Fuglafjørður am zwölften Spieltag fest, die den Abstand somit auf uneinholbare acht Punkte vergrößern konnten.

## Abschlusstabelle
| Pl. | Verein             | Sp. | S | U | N  | Tore    | Diff. | Punkte |
| --- | ------------------ | --- | - | - | -- | ------- | ----- | ------ |
| 1.  | TB Tvøroyri        | 12  | 9 | 2 | 1  | 039:150 | +24   | 20:40  |
| 2.  | HB Tórshavn (M, P) | 12  | 9 | 1 | 2  | 038:140 | +24   | 19:50  |
| 3.  | KÍ Klaksvík        | 12  | 7 | 2 | 3  | 036:210 | +15   | 16:80  |
| 4.  | VB Vágur           | 12  | 5 | 1 | 6  | 027:260 | +1    | 11:13  |
| 5.  | B36 Tórshavn       | 12  | 3 | 3 | 6  | 015:250 | −10   | 09:15  |
| 6.  | ÍF Fuglafjørður    | 12  | 3 | 3 | 6  | 015:280 | −13   | 09:15  |
| 7.  | NSÍ Runavík (N)    | 12  | 0 | 0 | 12 | 006:470 | −41   | 0:24   |

Platzierungskriterien: 1. Punkte – 2. Tordifferenz – 3. geschossene Tore

| (M) | Meister des Vorjahrs           |
| (P) | Pokalsieger des Vorjahrs       |
| (N) | Neuaufsteiger aus der 2. Deild |

## Spiele und Ergebnisse
|                 | B36    | HB  | ÍF  | KÍ  | NSÍ   | TB  | VB  |
| --------------- | ------ | --- | --- | --- | ----- | --- | --- |
| B36 Tórshavn    |        | 0:3 | 1:1 | 3:0 | 5:0   | 1:1 | 1:6 |
| HB Tórshavn     | 5:0    |     | 5:0 | 3:2 | 3:0   | 4:3 | 2:2 |
| ÍF Fuglafjørður | 1:1    | 0:2 |     | 1:3 | 3:1   | 1:3 | 3:2 |
| KÍ Klaksvík     | 4:1    | 3:1 | 1:1 |     | 10:10 | 1:1 | 3:1 |
| NSÍ Runavík     | 0:2    | 0:5 | 0:1 | 2:3 |       | 0:2 | 2:4 |
| TB Tvøroyri     | 1:0    | 4:2 | 5:1 | 6:5 | 4:0   |     | 4:0 |
| VB Vágur        | 03:0 1 | 0:3 | 4:2 | 0:1 | 5:0   | 0:5 |     |

## Spielstätten
| Mannschaft      | Stadion        | Spielort     |
| --------------- | -------------- | ------------ |
| B36 Tórshavn    | Gundadalur     | Tórshavn     |
| HB Tórshavn     | Gundadalur     | Tórshavn     |
| ÍF Fuglafjørður | Í Fløtugerði   | Fuglafjørður |
| KÍ Klaksvík     | Við Djúpumýrar | Klaksvík     |
| NSÍ Runavík     | Við Løkin      | Runavík      |
| TB Tvøroyri     | Sevmýri        | Tvøroyri     |
| VB Vágur        | Á Eiðinum      | Vágur        |

## Nationaler Pokal
Im Landespokal gewann HB Tórshavn mit 1:0 und 3:0 gegen KÍ Klaksvík. Meister TB Tvøroyri schied im Halbfinale mit 1:4 gegen HB Tórshavn aus.